# بول غايدل
بول غايدل جونيور (بالإنجليزية: Paul Geidel Jr)‏ (21 أبريل 1894 - 1 مايو 1987) هو أطول نزيل في السجن بالولايات المتحدة، وقد انتهت عقوبته بالإفراج المشروط، الأمر الذي جعله يدخل موسوعة غينيس للأرقام القياسية.
بعد إدانته بارتكاب جريمة قتل من الدرجة الثانية عام 1911 عن عمر يناهز 17 عامًا، أمضى غايدل 68 عامًا و 296 يومًا في مختلف سجون ولاية نيويورك. أُطلق سراحه في 7 مايو 1980 عن عمر يناهز 86 عامًا.

## النشأة والقتل
ولد غايدل في هارتفورد (كونيتيكت)، لأب مُدمن على الكحول، من أوصول ألمانية. توفي والده عام 1900 عندما كان جايدل في الخامسة من عمره. قضى الصبي الكثير من طفولته في دار للأيتام. ترك المدرسة في سن الرابعة عشرة وعمل في سلسلة من الوظائف في فنادق هارتفورد ونيويورك.
في 26 يوليو 1911، قام غايدل - الذي كان يبلغ من العمر 17 عامًا - بسرقة وقتل ويليام جاكسون البالغ من العمر 73 عامًا، وهو سمسار ثري. وقد كان جاكسون ضيفا على فندق الإيروكوا في غرب شارع 44 في مدينة نيويورك، حيث كان غايدل يعمل مندوب خدمات. دخل غايدل غرفة جاكسون وخنقه حتى الموت بقطعة قماش مملوءة بالكلوروفورم. حصل غايدل على بضعة دولارات فقط.
تم القبض على غايدل بعد يومين. وأُدين بعد ذلك بارتكاب جريمة قتل من الدرجة الثانية وحُكم عليه بالسجن 20 عامًا مدى الحياة.

## السجن
بدأ بول غايدل عقوبته في سجن سنج سنج تم تقصير عقوبته بسبب حسن السلوك وكان يقترب من جلسة استماع مشروط محتملة، لكن الأطباء اكتشفوا بعد ذلك أن غايدل مجنون قانونًا في عام 1926. ثم تم نقله إلى مستشفى دانيمورا الحكومي، حيث تم حجزه حتى عام 1972. ثم تم نقله إلى إصلاحية فيشكيل. هناك عاش غايدل في وحدة مصممة للنزلاء المسنين والتي تشبه إلى حد كبير عنبر للنوم أكثر من كونها سجن.
مع مرور فترة سجن غايدل، طوّر علاقة مع مسؤولي السجن، الذين كانوا يصطحبونه أحيانًا إلى لعبة بيسبول، أو في نزهات أخرى.
حصل غايدل على الإفراج المشروط في أغسطس 1974، لكن النزيل البالغ من العمر 80 عامًا لم يكن يودّ المغادرة. بعد أن عاش في السجن لمدة 63 عامًا - طوال حياته البالغة - وليس لديه عائلة، اعتقد أنه لن ينجو من الخارج، بعد أن أصبح مُصابا بالمتلازمة المؤسسية. اختار البقاء في السجن لما يقرب من ست سنوات أخرى.

## إطلاق السراح
في 7 مايو 1980، غادر غايدل سجن فيشكيل، بعد أن أمضى أطول عقوبة سجن في تاريخ الولايات المتحدة. وقال غايدل مبتسما للصحفيين وهو يغادر المنشأة: «لا دعاية من فضلك». يُعتقد أنه عاش بقية أيامه في دار لرعاية المُسنّين في بيكون (نيويورك) بمقاطعة دوتشيس قبل وفاته عن عمر يناهز 93 عامًا.